# Lieuwe van Aitzema

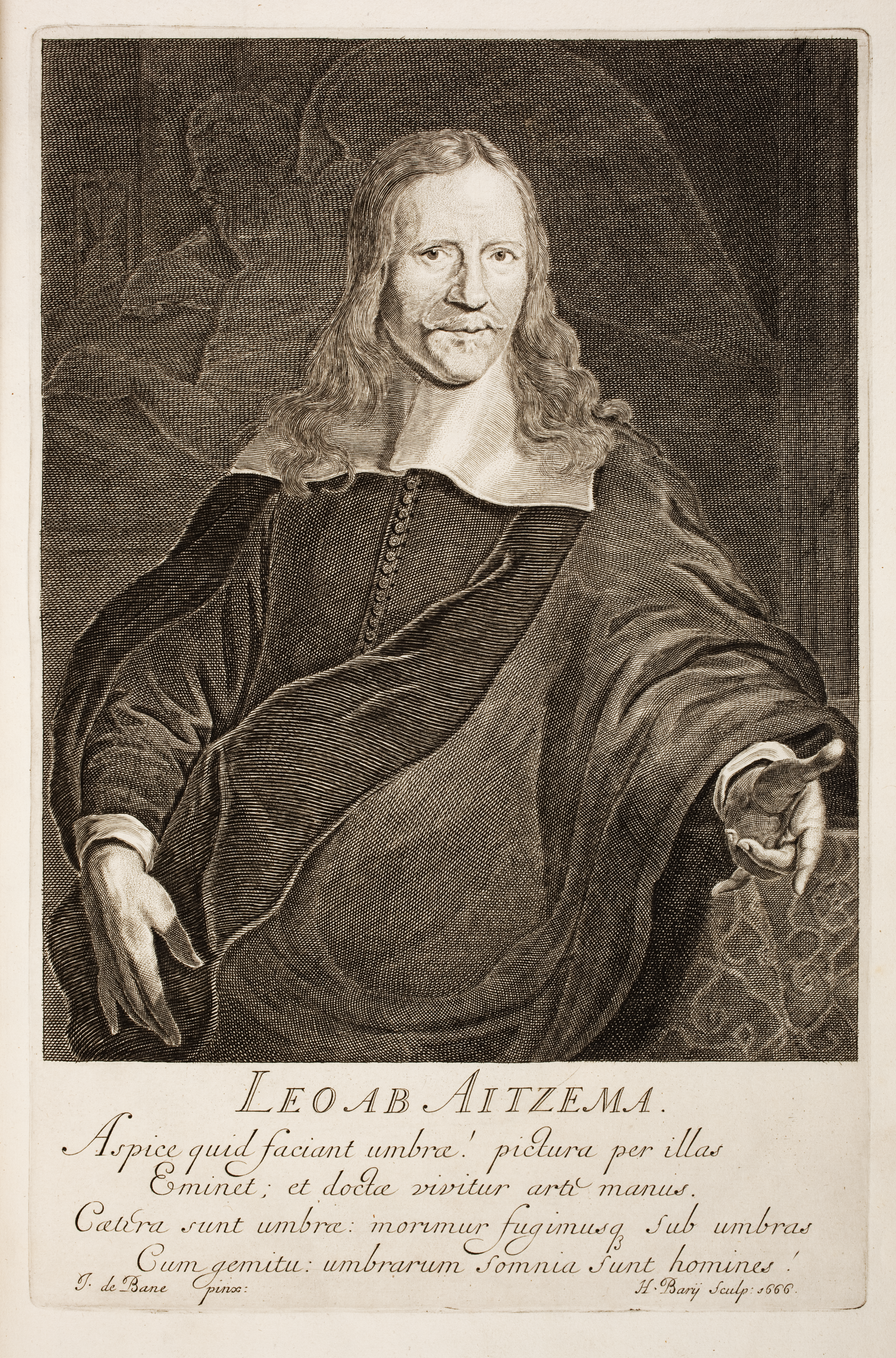
Lieuwe van Aitzema

Lieuwe (Leo) van Aitzema (* 19. November 1600 in Dokkum, Friesland, Niederlande; † 23. Februar 1669 in Den Haag, Niederlande) war ein niederländischer Historiker und Diplomat.

## Leben
Lieuwe van Aitzema, Sohn des Meinardus von Aitzema, wurde am 19. November 1600 in Dokkum in der heutigen Provinz Friesland geboren. Er studierte Rechtswissenschaft und Staatswissenschaften an der Universität Franeker, sowie an den Universitäten von Paris und Orléans, wo er als Schürzenjäger bekannt war.
1617 veröffentlichte er einen Band mit lateinischen Gedichten unter dem Titel Poemata Juvenilia, von dem eine Kopie in Britischem Museum aufbewahrt wird. Er war ab 1625 dreißig Jahre lang Agent der Hansestädte in Den Haag, die dort 1609 eine Residentur eingerichtet hatten.
Lieuwe van Aitzema war der „Chronikschreiber seiner Zeit und scharfer Beobachter zugleich“. Sein Hauptwerk als Historiker ist die Reihe Historie of verhael van saken van Staet en Oorlogh, in, ende omtrent de Vereenigde Nederlanden, die von 1655 bis 1671 in 15 Bänden im Quartformat erschien und die Periode von 1621 bis 1668 behandelt. Dieses Werk enthält eine große Anzahl von Staatsdokumenten und ist eine unschätzbare Quelle für eine der ereignisreichsten Perioden holländischer Geschichte.
Der Historiker Lambert van den Bos (1610–1698) führte die Reihe mit vier in den Jahren 1685, 1688, 1698 und 1699 veröffentlichten Bänden fort. Der letzte Band, Vervolgh van saken van staat en oorlogh, in, en omtrent de Vereenigde Nederlanden, en door geheel Europa voorgevallen. Beginnende met het jaar 1692 en eyndigende met het jaar 1697. Zijnde het vierde en laatste stuck van het vervolgh op de historie van de heer Lieuwe van Aitzema, schildert die Ereignisse bis zum Jahr 1697.

## Familie
Lieuwe van Aitzemas Vater, Meinardus von Aitzemas, war Bürgermeister von Dokkum und Admiralitätssekretär. Foppe van Aitzema, Meinardus von Aitzemas jüngerer Bruder, Lieuwe van Aitzemas Onkel, war ein bekannter Jurist und Politiker.

## Schriften (Auswahl)
- Verhael van de Nederlantsche vreede-handeling (1650).
- Historie of verhael van saken van Staet en Oorlogh, in, ende omtrent de Vereenigde Nederlanden (1655–1671).
- Herstelde Leeuw, of Discours, over 't gepasseerde inde Vereenichde Nederlanden, in 't jaer 1650 ende 1651 (1652).
- De strydende leeuw. Of Nederlandtsche oorlogen, staatszaken en vredehandelingen, voorgevallen in de jaren 1621, 1622, 1623, 1624, 1625. In zich vervattende, een volkomen inhout en mergh des eersten deels der Historien, van saken van staat en oorlogh (1661).